# Spodek
Spodek je večnamenska prireditvena dvorana v Katovicah na Poljskem. Namenjena je predvsem športnim in kulturnim dogodkom. Dvorana ima 11.016 sedežev. Zgrajena je bila v letih 1964–1971.

## Dogodki

### Šport
- Evropsko dvoransko prvenstvo v atletiki 1975
- Svetovno prvenstvo v hokeju na ledu 1976
- Evropsko prvenstvo v košarki 2009
- Svetovno prvenstvo v odbojki 2014
- Evropsko prvenstvo v rokometu 2016
- Svetovno prvenstvo v hokeju na ledu 2016 (1. Divizija)
- Evropsko prvenstvo v odbojki 2017
- Evropsko prvenstvo v odbojki 2021
- Svetovno prvenstvo v odbojki 2022

### Koncerti
V dvorani so med drugim nastopili: Metallica, Mike Oldfield, Rammstein, Jean-Michel Jarre, Pearl Jam, Depeche Mode, Genesis, Leonard Cohen, Slash, Eric Clapton, Green Day in Modern Talking.